# École d'architecture de la ville & des territoires Paris-Est
 (juillet 2019).

L'Ensa Paris-Est, sur le campus de Marne-la-Vallée

L’Ensa Paris-Est, l’école d'architecture de la ville et des territoires, anciennement École d'architecture de la ville et des territoires à Marne-la-Vallée, est un établissement-composante de l'Université Gustave-Eiffel situé à Champs-sur-Marne en Seine-et-Marne, sur le Campus de Marne-la-Vallée (à la Cité Descartes). L’école est membre-fondateur de l’Université Gustave-Eiffel depuis le 1er janvier 2020.
Cette école fait partie des 21 écoles nationales supérieures d'architecture. C'est un établissement public administratif placé sous la tutelle du ministère de la Culture. Elle a été créée en 1998 par l'architecte Yves Lion.

## Histoire
L'existence de l'école a été précédée en 1968 par la création de l'unité pédagogique d'architecture (Paris 07) - UP7.
Le décret fondateur de l'école a été signé en 1998. L'architecte de l'école Bernard Tschumi (auteur notamment du parc de la Villette) fut désigné sur concours en 1995. 
L'architecte Yves Lion, premier directeur de l'école, lui a donné ses principales lignes pédagogiques.
Construite en 1999, elle accueille de plus en plus d'étudiants (500 à l'heure actuelle[Quand ?]).

## Enseignement
L’Ensa Paris-Est, l’École d’architecture de la ville et des territoires a pour ambition de former des architectes, c’est-à-dire des professionnels capables d’exprimer et d’argumenter des points de vue, de mettre en œuvre des solutions concrètes, de construire un positionnement critique et personnel sur leur pratique et d’assumer les responsabilités éthiques et sociales qui leur incombent. 
L’enseignement du projet d’architecture est entendu comme l’ensemble des idées et des principes qui constitue le savoir architectural, articulant théorie et pratique et visant l’acquisition d’une culture séculaire afin d’engager des réponses contemporaines pertinentes pour préparer l’avenir.
C’est pourquoi il insiste sur les permanences en architecture afin de mieux répondre à ce qui, relevant de la conjoncture, est soumis à l’évolution incessante des règlements et des normes.
L’École d’architecture dispense une formation d’architecte qui conduit au diplôme d’État d’architecte organisée en deux cycles : la licence, d’une durée de trois ans sanctionnée par le diplôme d’études en architecture et le master d’une durée de deux ans qui permet d’obtenir le diplôme d’État d’architecte.
L’Ensa Paris-Est délivre trois post-master :
- le DSA architecte urbaniste 
- le DPEA architecture des limites planétaires 
- le DSA architecture et maîtrise d’ouvrage en partenariat avec l’Ensa Paris-Belleville
L’Ensa Paris-Est collabore pour délivrer trois double-diplômes :
- architecte-ingénieur avec l’école nationale des ponts et chaussés (Institut polytechnique de Paris)
- architecte-paysagiste avec l’école de la nature et du paysage (INSA Centre Val-de-Loire)
- architecte franco-chilien avec l’Université Diego Portales de Santiago du Chili 

### Architectes ayant enseigné à l'école
- Yves Lion : premier directeur de l'École
- Marc Mimram
- Jacques Lucan
- Florence Lipsky
- David Mangin
- François Leclercq
- Philippe Gazeau
- Jean-Pierre Adam
- Sophie Brindel-Beth
- Éric Lapierre
- Philippe Barthélémy
- Pascale Joffroy
- Sébastien Marot
- Jean-François Blassel

## Situation géographique de l'établissement
L'école est située à une vingtaine de minutes de Paris par la station du RER A Noisy-Champs desservant la Cité Descartes. Elle se trouve sur le Campus de Marne-la-Vallée, devant la bibliothèque universitaire de l’Université Gustave-Eiffel et à côté de l'École nationale des ponts et chaussées.

## Culture

### Au cinéma
L'école d'architecture a servi de lieu de tournage à plusieurs reprises, notamment pour les films suivants :
- 2003 : Mais qui a tué Pamela Rose ? d'Éric Lartigau
- 2013 : La Marque des anges de Sylvain White
- 2016 : Un homme à la hauteur de Laurent Tirard
- 2019 : Une intime conviction d'Antoine Raimbault